# Chris Kunitz
Christopher Kunitz (Regina, 26 settembre 1979) è un ex hockeista su ghiaccio canadese.

## Carriera
Ha giocato per gli Atlanta Trashers, gli Anaheim Ducks, i Pittsburgh Penguins, i Tampa Bay Lightning e i Chicago Blackhawks. Ha vinto una Stanley Cup con gli Anaheim Ducks nel 2007, mentre con i Pittsburgh Penguins ha vinto le edizioni del 2009, 2016 e 2017. A livello di competizioni internazionali, Kunitz ha vinto la medaglia d'oro alle Olimpiadi invernali del 2014 con il Team Canada.